# Trichoneura ciliata
Trichoneura ciliata är en gräsart som först beskrevs av Albert Peter, och fick sitt nu gällande namn av Sylvia Mabel Phillips. Trichoneura ciliata ingår i släktet Trichoneura och familjen gräs. Inga underarter finns listade i Catalogue of Life.